# Convenția Ramsar
Convenția Ramsar (The Ramsar Convention on Wetlands) este un tratat interguvernamental (sub egida UNESCO) asupra zonelor umede ca habitat al păsărilor acvatice la nivel internațional. Tratatul a fost semnat la 2 februarie 1971 în orașul iranian Ramsar și intră în vigoare în anul 1975 (21 decembrie).

## Convenția
Obiectivul declarat al semnării Convenției este acela de protejare a biodiversității și menținerii într-o stare de conservare favorabilă a zonelor umede (întinderi de ape stătătoare sau curgătoare, mlaștini, bălți sau luciu de apă marină ce nu depășește o adâncime maximă de șase metri) ca habitat al păsărilor acvatice. 
Convenția de la Ramsar are ca scop menținerea caracterului ecologic a zonelor vizate, prin implementarea unei abordări a ecosistemului în contextul unei dezvoltări durabile.
Ziua de 2 februarie a fost stabilită ca Ziua Mondială a Zonelor Umede.

## În lume
Cele 167 de țări (răspândite pe toate continentele Pământului) membre ale Convenției acoperă toate regiunile geografice ale planetei, astfel:
- Africa: Africa de Sud, Algeria, Benin, Botswana, Burkina Faso, Burundi, Camerun, Capul Verde, Coasta de Fildeș, Djibouti, Egipt, Comore, Ciad, Gabon, Gambia, Ghana, Guineea-Bissau, Guineea, Guineea Ecuatorială, Kenya, Lesotho, Liberia, Libia, Madagascar, Malawi, Mali, Maroc, Mauritius, Mauritania, Mozambic, Namibia, Niger, Nigeria, Republica Centrafricană, Republica Democrată Congo, Republica Congo, Rwanda, São Tomé și Príncipe, Senegal, Seychelles, Sierra Leone, Sudan, Swaziland, Tanzania, Togo, Tunisia, Uganda, Zambia și Zimbabwe.
- America de Nord și America Centrală: Antigua și Barbuda, Bahamas, Barbados, Belize, Canada, Costa Rica, Cuba, Grenada, Guatemala, Honduras, El Salvador, Jamaica, Mexic, Nicaragua, Panama, Republica Dominicană, Sfânta Lucia, Statele Unite ale Americii și Trinidad-Tobago.
- America de Sud: Argentina, Bolivia, Brazilia, Chile, Columbia, Ecuador, Paraguay, Peru, Surinam, Uruguay și Venezuela.
- Asia: Armenia, Azerbaidjan, Bahrain, Bangladesh, Bhutan, Birmania, Cambodgia, Coreea de Sud, Emiratele Arabe Unite, Filipine, Georgia, India, Israel, Iordania, Japonia, Kazahstan, Kârgâzstan, Laos, Liban, Malaezia, Mongolia, Nepal, Oman, Pakistan, Republica Populară Chineză, Rusia, Sri Lanka, Siria, Tadjikistan, Turkmenistan, Turcia, Uzbekistan, Vietnam și Yemen.
- Europa: Albania, Andorra, Austria, Belgia, Belarus, Bosnia și Herțegovina, Bulgaria, Cehia, Cipru, Croația, Danemarca, Elveția, Estonia, Finlanda, Franța, Germania, Grecia, Irlanda, Islanda, Italia, Letonia, Liechtenstein, Lituania, Luxemburg, Republica Macedonia, Regatul Țărilor de Jos, Regatul Unit al Marii Britanii și al Irlandei de Nord, Polonia, Portugalia, România, Malta, Moldova, Monaco, Muntenegru, Norvegia, Serbia și Muntenegru, Slovacia, Slovenia, Suedia, Spania, Ucraina și Ungaria.
- Oceania (Australia și Oceanul Pacific): Australia, Fiji, Insulele Marshall, Kiribati, Noua Zeelandă, Palau, Papua Noua Guinee și Samoa.

## În România
De-a lungul timpului (începând din anul 1991 odată cu aderarea și până în 2020) în România au fost desemnate 20 situri ca zone umede de importanță internațională, astfel:
| Nr. | Numele ariei protejate                | Cod: RMS  | Localizare - județ      | Suprafață - ha | Data desemnării   |
| --- | ------------------------------------- | --------- | ----------------------- | -------------- | ----------------- |
| 1   | Delta Dunării                         | RORMS0001 | Tulcea                  | 647.000        | 21 mai 1991       |
| 2   | Bistreț                               | RORMS0002 | Dolj                    | 1.916          | 13 iulie 2012     |
| 3   | Blahnița                              | RORMS0003 | Mehedinți               | 45.286         | 2 februarie 2013  |
| 4   | Brațul Borcea                         | RORMS0004 | Călărași Ialomița       | 21.529         | 2 februarie 2013  |
| 5   | Calafat - Ciuperceni - Dunăre         | RORMS0005 | Dolj                    | 29.206         | 2 februarie 2013  |
| 6   | Canaralele de la Hârșova              | RORMS0006 | Constanța Ialomița      | 7.406          | 2 februarie 2013  |
| 7   | Parcul Natural Comana                 | RORMS0007 | Giurgiu                 | 24.963         | 25 octombrie 2011 |
| 8   | Ostroavele Dunării - Bugeac - Iortmac | RORMS0008 | Călărași Constanța      | 82.832         | 2 februarie 2013  |
| 9   | Complexul piscicol Dumbrăvița         | RORMS0009 | Brașov                  | 414            | 2 februarie 2006  |
| 10  | Porțile de Fier                       | RORMS0010 | Caraș-Severin Mehedinți | 115.666        | 18 ianuarie 2011  |
| 11  | Confluența Jiu-Dunăre                 | RORMS0011 | Dolj                    | 19.800         | 2 februarie 2013  |
| 12  | Confluența Olt-Dunăre                 | RORMS0012 | Olt Teleorman           | 20.960         | 13 iunie 2006     |
| 13  | Tinovul Poiana Stampei                | RORMS0013 | Suceava                 | 640            | 25 octombrie 2011 |
| 14  | Iezerul Călărași                      | RORMS0014 | Călărași                | 5.001          | 13 iunie 2012     |
| 15  | Lacul Techirghiol                     | RORMS0015 | Constanța               | 1.462          | 23 martie 2006    |
| 16  | Lunca Mureșului                       | RORMS0016 | Arad Timiș              | 17.166         | 2 februarie 2006  |
| 17  | Dunărea Veche – Brațul Măcin          | RORMS0017 | Brăila Constanța Tulcea | 26.792         | 2 februarie 2013  |
| 18  | Insula Mică a Brăilei                 | RORMS0018 | Brăila                  | 17.586         | 15 iunie 2001     |
| 19  | Suhaia                                | RORMS0019 | Teleorman               | 19.594         | 13 iunie 2012     |
| 20  | Zonele umede Jijia - Iași             | RORMS0020 | Iași                    | 19,432.5       | 13 februarie 2020 |

## Ziua Mondială a Zonelor Umede

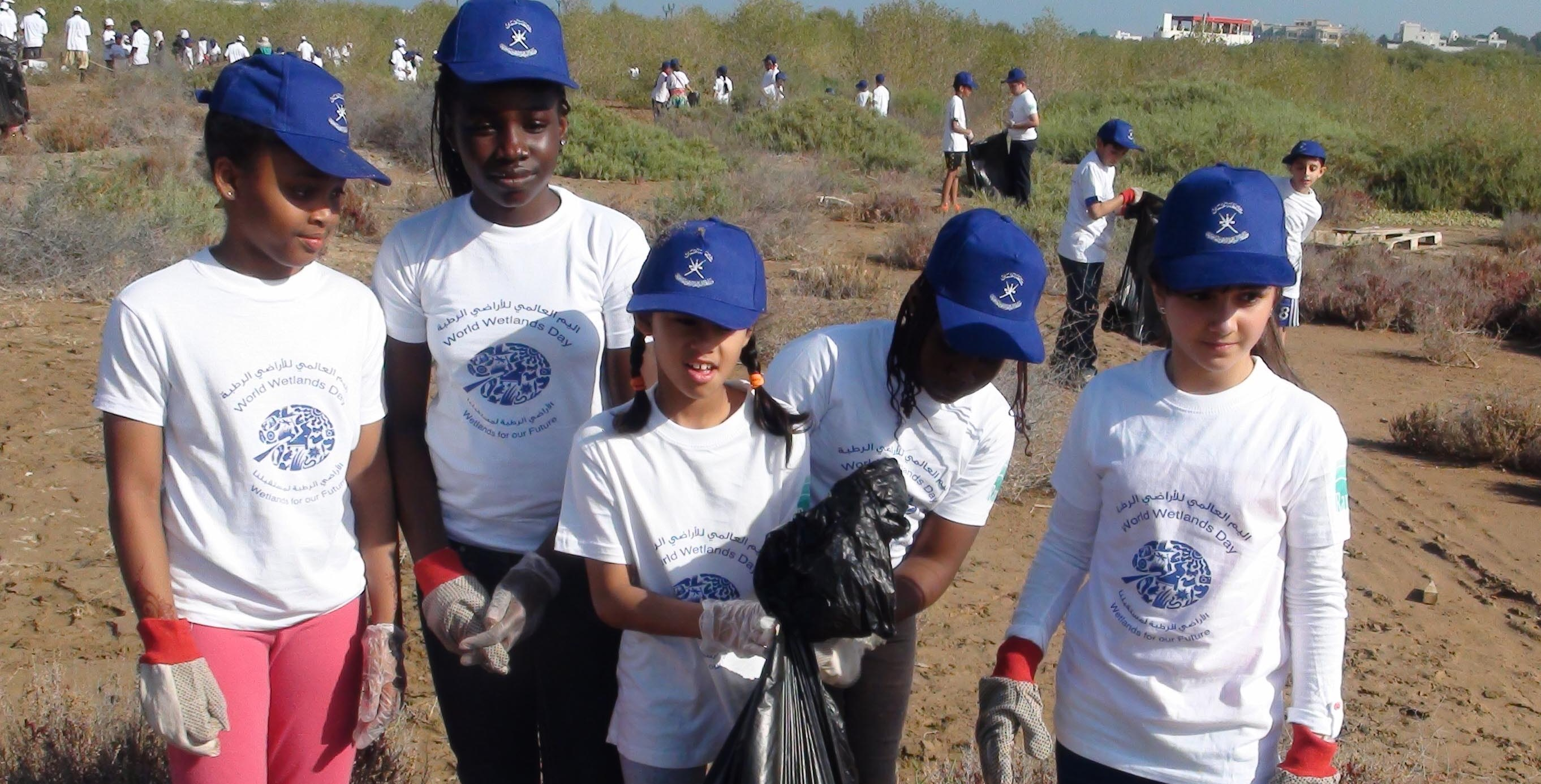
Activitate de curățare a zonelor umede din Oman în Ziua Mondială a Zonelor Umede

2 februarie a fiecărui an este Ziua Mondială a Zonelor Umede, marcând data adoptării Convenției privind zonele umede la 2 februarie 1971. Înființată pentru a sensibiliza populația cu privire la valoarea zonelor umede pentru umanitate și planetă, WWD a fost sărbătorită pentru prima dată în 1997 și a crescut remarcabil de atunci. În 2015 a fost sărbătorită Ziua Mondială a Zonelor Umede în 59 de țări.